# Rheinberger Platt
Das Rheinberger Platt oder die Rheinberger Mundart (Eigenbezeichnung: Rinbäärkse Plat) ist eine niederfränkische Dialektvariante, die in der niederrheinischen Stadt Rheinberg und den heute zu Rheinberg gehörenden Ortsteilen Ossenberg, Millingen, Alpsray, Budberg und Eversael gesprochen wird. Dabei zählt Rheinberg zum nordniederfränkischen Mundartraum, gekennzeichnet u. a. durch die Verwendung des Personalpronomens „ek“ anstelle von „ich“.

## Unterschiede innerhalb der kleverländischen Dialektgruppe und ihre Südgrenze

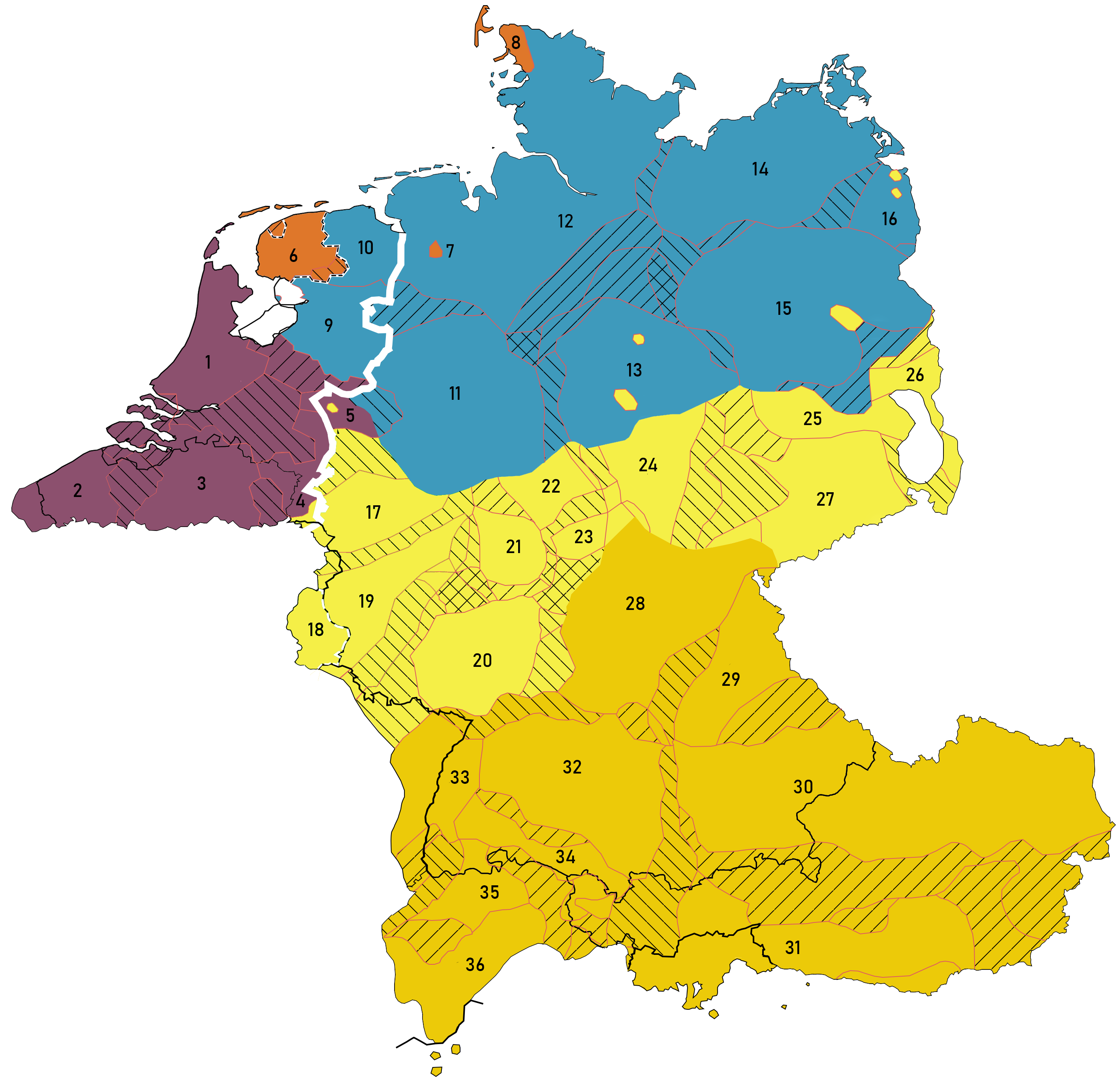
Kleverländisch im Nordwesten in lila

Innerhalb des Kleverländischen besteht das Rheinberger Platt aus einer Gruppe recht ähnlicher Lokalmundarten, die auch in den benachbarten Dörfern Ossenberg, Millingen, Alpsray, Budberg und Eversael gesprochen werden. Das Rheinberger Platt unterscheidet sich durchaus wiederum vom südlich angrenzenden Grafschafter und Vluyner Platt oder der südwestlich gesprochenen Straelener Mundart, aber auch von der nördlich angrenzenden Gocher Variante. Die Unterschiede liegen vor allem in der Umsetzung der alten westgermanischen Langvokale und Diphthonge /i:/, /u:/, /au/ und /ai/ (Quelle Horster 1996).
Regionale Unterschiede der kleverländischen Mundarten
|       | Goch | Rheinb. | Straelen | Vluyn | Duisburg |
| ----- | ---- | ------- | -------- | ----- | -------- |
| Zeit  | tit  | tit     | tiit     | tiit  | tiit     |
| Haus  | hüs  | hüs     | huus     | huus  | huus     |
| Kraut | krüt | krüt    | kruut    | kruut | krout    |
| Baum  | boom | boom    | buem     | boum  | boum     |
| Bein  | been | been    | bien     | bein  | bäin     |

Dass selbst innerhalb des Rheinberger Platts feine Unterschiede bestehen, erkennt man wiederum vor allem an der unterschiedlichen Umsetzung von westgermanisch /u:/ und /au/ (Horster 1996).
Unterschiede innerhalb der Rheinberger Mundart
|       |           | Osbg. | Mill. | Alps. | Rhbg. | Budb. | Evers. |
| ----- | --------- | ----- | ----- | ----- | ----- | ----- | ------ |
| Haus  | hüs/hus   | ü     | ü     | ü     | ü     | ü     | u      |
| Kraut | krüt/krut | ü     | ü     | ü     | ü/u   | u     | u      |
| Zaun  | tün/tun   | ü     | ü     | ü/u   | u     | u     | u      |
| braun | brun      | u     | u     | u     | u     | u     | u      |
| Taube | duuv      | uu    | uu    | uu    | uu    | uu    | uu     |

Die Abkürzungen bedeuten: Osbg. = Ossenberg, Mill. = Millingen, Alps. = Alpsray, Rhbg. = Rheinberg, Budb. = Budberg und Evers. = Eversael.

## Dialektbewahrung und Sprachgebrauch
Josef Gormanns hat 1989 ein Wörterbuch der Rheinberger Mundart und Theodor Horster 1996 ein Rheinberger Wörterbuch herausgegeben, damit haben beide einen entscheidenden Schritt zur Bewahrung des Rheinberger Platts gemacht. Während die ältesten Bewohner Rheinbergs und der umliegenden Dörfer sich immer noch zuweilen untereinander im Platt unterhalten, kann es die Gruppe der mittelalten einheimischen Bürger gerade noch verstehen, die Jüngeren oder Kinder kommen kaum noch mit der niederrheinischen Mundart in Kontakt.
Als Beispiel für die Rheinberger Mundart einige Sätze aus einem Bericht über das große Hochwasser mit Eisgang aus dem Jahre 1929 aus Gormanns 1989 (in vereinfachter Notation):

„Inne februar neegentinhondertneegenontwentech, as man glöwne, de wenter trök af, as di Rinberkse sech of dä fastelowent froine, brook öwer nach' äne strenge wenter herin, schlemmer as 1890, woerfan aale lüj dumols gärn vertellne. Öwer därtech grat onder null fror et schteen on been. Nor wenech daach schtoon dä Rin.“

„Im Februar 1929, als man glaubte, der Winter zöge ab, (und) als die Rheinberger sich auf die Fastnacht freuten, brach über Nacht ein strenger Winter herein, schlimmer als 1890, wovon alte Leute damals gern erzählten. (Bei) über 30 Grad unter Null fror es Stein und Bein. Nach wenigen Tagen stand der Rhein.“

## Regiolekt

### Der niederrheinische Regiolekt
Auf einer Ebene zwischen der deutschen Hochsprache und der lokalen Mundart ist der niederrheinische Regiolekt anzusiedeln, eine Variante des Standarddeutschen mit mundartlichen Einsprengseln vor allem im lautlichen und lexikalischen Bereich, die heute von vielen Niederrheinern als Umgangssprache verwendet wird:
Hochdeutsch: Erzähle mir einmal, was das ist.
Niederrheinischer Regiolekt: Erzähl mir ma, wat dat is.
Rheinberger Mundart: Vertell mik es, wat dat is.
Standardniederländisch: Vertel mij eens, wat dat is.

### Rheinberger Platt
- Josef Gormanns: Wörterbuch der Rheinberger Mundart. Schriften der Stadt Rheinberg zur Geschichte und Heimatkunde, Band 2. Stadt Rheinberg 1989.
- Josef Gormanns (Hrsg.): Ons Modersprook in Rhinberk on Ömgägend. Zwei Bände. Michael Schiffer, Rheinberg 1980 und 1981.
- Theodor Horster: Rheinberger Wörterbuch. Eine Dokumentation der Mundart am unteren Niederrhein. Mit einer Einleitung von Georg Cornelissen. Rheinland-Verlag, Köln 1996.
- Frens Bakker, Joep Kruijsen: Het Limburgs onder Napoleon: Achttien Limburgse en Rijnlandse dialectvertalingen van 'De verloren zoon’ uit 1806–1807. 2007 (auf S. 130–132 findet sich eine Übersetzung des Gleichnisses vom verlorenen Sohn in die Rheinberger Mundart aus dem Jahre 1806).

### Verwandtes
- Elmentaler, Michael: Die Schreibsprachgeschichte des Niederrheins.
In: Dieter Heimböckel (Hrsg.): Sprache und Literatur am Niederrhein. Peter Pomp, Bottrop 1998.
- Irmgard Hantsche: Atlas zur Geschichte des Niederrheins. Peter Pomp, Bottrop/Essen 2000.
- Helmut Tervooren: Die sprachliche Situation am Niederrhein im 16. bis 18. Jahrhundert. In: Dieter Geuenich (Hrsg.): Der Kulturraum Niederrhein. Von der Antike bis zum 18. Jahrhundert. Peter Pomp, Bottrop 1996.
- Aloys Wittrup: Aus Rheinbergs vergangenen Tagen. Michael Schiffer, Rheinberg 1955.